# Pellionia chapaensis
Pellionia chapaensis är en nässelväxtart som beskrevs av François Gagnepain. Pellionia chapaensis ingår i släktet Pellionia och familjen nässelväxter. Inga underarter finns listade i Catalogue of Life.